# Australiens Grand Prix 2004
Australiens Grand Prix 2004 var det första av 18 lopp ingående i formel 1-VM 2004.

## Rapport
I det första startledet stod Ferrariförarna Michael Schumacher och Rubens Barrichello. I andra stod Juan Pablo Montoya i Williams och Jenson Button i BAR. Fernando Alonso i Renault startade från femte rutan med Mark Webber i en Jaguar-Cosworth snett bakom sig. Seden följde av Takuma Sato i BAR, Ralf Schumacher i Williams, Jarno Trulli i Renault och Kimi Räikkönen i McLaren.
Michael Schumacher och Barrichello tog starten och var fullständigt överlägsna loppet igenom. Endast Alonso, som tack vare en bra start hade chans att följa bilarna i täten, slutade trea. Ralf Schumacher körde tack vare en bra strategi från stallet och en vägvinnande körning upp sig och slutade fyra, åtta sekunder före stallkollegan Montoya. Button var inte lika snabb som i kvalet dagen innan och slutade på en sjätte plats, före Trulli och David Coulthard i McLaren. Räikkönen tvingades avbryta tävlingen redan på varv nio efter att motorn lagt av. Även hemmahoppet Webber fick bryta tävlingen med transmissionsproblem.

## Resultat
1. Michael Schumacher, Ferrari, 10 poäng
2. Rubens Barrichello, Ferrari, 8
3. Fernando Alonso, Renault, 6
4. Ralf Schumacher, Williams-BMW, 5
5. Juan Pablo Montoya, Williams-BMW, 4
6. Jenson Button, BAR-Honda, 3
7. Jarno Trulli, Renault, 2
8. David Coulthard, McLaren-Mercedes, 1
9. Takuma Sato, BAR-Honda
10. Giancarlo Fisichella, Sauber-Petronas
11. Christian Klien, Jaguar-Cosworth
12. Cristiano da Matta, Toyota
13. Olivier Panis, Toyota
14. Giorgio Pantano, Jordan-Ford

### Förare som bröt loppet
- Felipe Massa, Sauber-Petronas (varv 44, motor)
- Nick Heidfeld, Jordan-Ford (43, transmission)
- Gianmaria Bruni, Minardi-Cosworth (43, +15 varv)
- Mark Webber, Jaguar-Cosworth (29, transmission)
- Zsolt Baumgartner, Minardi-Cosworth (13, elsystem)
- Kimi Räikkönen, McLaren-Mercedes (9, motor)